# Заречье (Медвежьегорский район)
Заре́чье — деревня в составе Толвуйского сельского поселения Медвежьегорского района Республики Карелия России.

## Общие сведения
Располагается на Заонежском полуострове в северо-восточной части Онежского озера к востоку от автодороги 86К-139 (Зажогинская—Кузаранда—Вицино) на берегу ручья Калей.

## Население
| 2002 | 2010 | 2013 |
| ---- | ---- | ---- |
| 4    | ↘1   | →1   |